# Sindaci di Palermo
Di seguito l'elenco cronologico dei sindaci di Palermo e delle altre figure apicali equivalenti che si sono succedute nel corso della storia.

## Dittatura di Garibaldi (1860-1861)
| Giulio Benso della Verdura (Pretore) |  | Destra storica | 27 maggio 1860 | 11 luglio 1861 |

## Regno d'Italia (1861-1946)
| Nominativo                                                 | Partito | Partito                                    | Mandato           | Mandato           |
| Nominativo                                                 | Partito | Partito                                    | Inizio            | Fine              |
| ---------------------------------------------------------- | ------- | ------------------------------------------ | ----------------- | ----------------- |
| Salesio Balsano                                            | ?       | ?                                          | 11 luglio 1861    | 10 novembre 1862  |
| Mariano Stabile                                            | ?       | ?                                          | 19 dicembre 1862  | 10 luglio 1863    |
| Antonio Starabba, marchese di Rudinì                       |         | Destra storica                             | 1º agosto 1863    | 21 dicembre 1866  |
| Salesio Balsano                                            | ?       | ?                                          | 22 dicembre 1866  | 22 ottobre 1868   |
| Domenico Peranni                                           | ?       | ?                                          | 23 ottobre 1868   | 3 settembre 1873  |
| Emanuele Notarbartolo                                      |         | Destra storica                             | 28 settembre 1873 | 30 settembre 1876 |
| Francesco Paolo Perez                                      |         | Sinistra storica                           | 20 dicembre 1876  | 2 novembre 1878   |
| Giovanni Raffaele                                          | ?       | ?                                          | 3 novembre 1878   | 26 settembre 1880 |
| Salesio Balsano                                            | ?       | ?                                          | 27 settembre 1880 | 21 dicembre 1881  |
| Nicolò Turrisi Colonna                                     | ?       | ?                                          | 22 dicembre 1881  | 20 gennaio 1882   |
| Pietro Ugo delle Favare                                    |         | Sinistra storica                           | 20 febbraio 1882  | 12 gennaio 1885   |
| Salvatore Romano Lo Faso                                   | ?       | ?                                          | 13 gennaio 1885   | 30 giugno 1885    |
| Giuseppe La Farina (Facente funzioni)                      | ?       | ?                                          | 30 giugno 1885    | 18 luglio 1885    |
| Fortunato Vergara di Craco (Facente funzioni)              | ?       | ?                                          | 18 luglio 1885    | 16 novembre 1885  |
| Giulio Benso della Verdura                                 |         | Destra storica                             | 16 novembre 1885  | 31 ottobre 1886   |
| Nicolò Turrisi Colonna                                     | ?       | ?                                          | 3 novembre 1886   | 31 ottobre 1887   |
| Giulio Benso della Verdura                                 |         | Destra storica                             | 1º novembre 1887  | 30 aprile 1890    |
| Emanuele Paternò                                           | ?       | ?                                          | 7 maggio 1890     | 12 gennaio 1892   |
| Pietro Ugo delle Favare                                    |         | Sinistra storica                           | 13 gennaio 1892   | 30 dicembre 1893  |
| Eugenio Oliveri                                            | ?       | ?                                          | 31 dicembre 1893  | 25 luglio 1895    |
| Pietro Ugo delle Favare                                    |         | Sinistra storica                           | 25 luglio 1895    | 28 agosto 1896    |
| Eugenio Oliveri                                            | ?       | ?                                          | 2 settembre 1896  | 5 novembre 1896   |
| Angelo Pantaleone (Regio commissario)                      | –       | –                                          | 5 novembre 1896   | 15 maggio 1897    |
| Michele Amato Pojero                                       | ?       | ?                                          | 15 maggio 1897    | 12 novembre 1898  |
| Eugenio Oliveri                                            | ?       | ?                                          | 12 novembre 1898  | 30 gennaio 1900   |
| Mario Rebucci (Regio commissario)                          | –       | –                                          | 31 gennaio 1900   | 29 settembre 1900 |
| Paolo Beccadelli di Bologna                                |         | Destra storica                             | 30 settembre 1900 | 26 maggio 1901    |
| Giuseppe Tasca Lanza                                       | ?       | ?                                          | 27 maggio 1901    | 3 gennaio 1902    |
| Pietro Vayrat (Regio commissario)                          | –       | –                                          | 5 gennaio 1902    | 17 aprile 1902    |
| Giuseppe Tasca Lanza                                       | ?       | ?                                          | 18 aprile 1902    | 25 dicembre 1903  |
| Pietro Bonanno (Prosindaco)                                | ?       | ?                                          | 28 dicembre 1903  | 11 febbraio 1905  |
| Girolamo Di Martino                                        | ?       | ?                                          | 23 febbraio 1905  | 14 marzo 1906     |
| Giuseppe Tasca Lanza                                       | ?       | ?                                          | 14 marzo 1906     | 10 luglio 1907    |
| Paolo Francesco Tesauro                                    | ?       | ?                                          | 6 agosto 1907     | 28 luglio 1908    |
| Gennaro Bladier (Regio commissario)                        | –       | –                                          | 30 agosto 1908    | 7 giugno 1909     |
| Romualdo Trigona di Sant'Elia                              | ?       | ?                                          | 8 giugno 1909     | 30 giugno 1910    |
| Francesco Moncada Grispo (Regio commissario)               | –       | –                                          | 19 luglio 1910    | 7 agosto 1910     |
| Francesco Gay (Regio commissario)                          | –       | –                                          | 8 agosto 1910     | 21 febbraio 1911  |
| Girolamo Di Martino                                        | ?       | ?                                          | 22 febbraio 1911  | 18 agosto 1914    |
| Vincenzo Di Salvo                                          | ?       | ?                                          | 26 agosto 1914    | 10 ottobre 1914   |
| Salvatore Tagliavia                                        | ?       | ?                                          | 26 ottobre 1914   | 15 maggio 1920    |
| Giuseppe Lanza di Scalea                                   | ?       | ?                                          | 19 maggio 1920    | 21 maggio 1924    |
| Gennaro Di Donato (Regio commissario)                      | –       | –                                          | 21 giugno 1924    | 8 aprile 1925     |
| Domenico Delli Santi (Commissario prefettizio)             | –       | –                                          | 26 aprile 1925    | 30 agosto 1925    |
| Salvatore Di Marzo (Prosindaco)                            |         | Partito Nazionale Fascista                 | 30 agosto 1925    | 23 dicembre 1926  |
| Podestà nominati dal governo (1926-1943)                   |         |                                            |                   |                   |
| Nominativo                                                 | Partito | Partito                                    | Mandato           | Mandato           |
| Nominativo                                                 | Partito | Partito                                    | Inizio            | Fine              |
| Salvatore Di Marzo                                         |         | Partito Nazionale Fascista                 | 24 dicembre 1926  | 20 settembre 1929 |
| Michele Spadafora                                          |         | Partito Nazionale Fascista                 | 21 settembre 1929 | 21 ottobre 1933   |
| Giuseppe Borrelli (Commissario prefettizio)                |         | Partito Nazionale Fascista                 | 22 ottobre 1933   | 7 novembre 1934   |
| Giuseppe Noto                                              |         | Partito Nazionale Fascista                 | 8 novembre 1934   | 5 luglio 1939     |
| Francesco Sofia                                            |         | Partito Nazionale Fascista                 | 6 luglio 1939     | 14 luglio 1943    |
| Sindaci del periodo costituzionale transitorio (1943-1946) |         |                                            |                   |                   |
| Nominativo                                                 | Partito | Partito                                    | Mandato           | Mandato           |
| Nominativo                                                 | Partito | Partito                                    | Inizio            | Fine              |
| Alberto Monroy (Regio commissario)                         |         | Militare                                   | 15 luglio 1943    | 21 luglio 1943    |
| Charles Poletti (Commissario affari civili AMGOT)          |         | Militare                                   | 22 luglio 1943    | 27 settembre 1943 |
| Lucio Tasca Bordonaro                                      |         | Movimento per l'Indipendenza della Sicilia | 29 settembre 1943 | 30 agosto 1944    |
| Enrico Merlo (Commissario prefettizio)                     | –       | –                                          | 31 agosto 1944    | 3 novembre 1944   |
| Rocco Gullo                                                |         | Partito Socialista Italiano                | 4 novembre 1944   | 26 novembre 1946  |

## Repubblica Italiana (dal 1946)
| Sindaci eletti dal Consiglio comunale (1946-1993)    | Sindaci eletti dal Consiglio comunale (1946-1993)  | Sindaci eletti dal Consiglio comunale (1946-1993) | Sindaci eletti dal Consiglio comunale (1946-1993) | Sindaci eletti dal Consiglio comunale (1946-1993) | Sindaci eletti dal Consiglio comunale (1946-1993) | Sindaci eletti dal Consiglio comunale (1946-1993) | Sindaci eletti dal Consiglio comunale (1946-1993) | Sindaci eletti dal Consiglio comunale (1946-1993) |
| Nominativo                                           | Nominativo                                         | Partito                                           | Partito                                           | Partito                                           | Partito                                           | Mandato                                           | Mandato                                           | Elezione                                          |
| Nominativo                                           | Nominativo                                         | Partito                                           | Partito                                           | Partito                                           | Partito                                           | Inizio                                            | Fine                                              | Elezione                                          |
| ---------------------------------------------------- | -------------------------------------------------- | ------------------------------------------------- | ------------------------------------------------- | ------------------------------------------------- | ------------------------------------------------- | ------------------------------------------------- | ------------------------------------------------- | ------------------------------------------------- |
|                                                      | Gennaro Patricolo                                  |                                                   | Fronte dell'Uomo Qualunque                        | Fronte dell'Uomo Qualunque                        | Fronte dell'Uomo Qualunque                        | 27 novembre 1946                                  | 8 marzo 1948                                      | Elezione 1946                                     |
|                                                      | Guido Avolio                                       |                                                   | Fronte dell'Uomo Qualunque                        | Fronte dell'Uomo Qualunque                        | Fronte dell'Uomo Qualunque                        | 9 marzo 1948                                      | 9 novembre 1948                                   | Elezione 1946                                     |
|                                                      | Gaspare Cusenza                                    |                                                   | Democrazia Cristiana                              | Democrazia Cristiana                              | Democrazia Cristiana                              | 10 novembre 1948                                  | 31 marzo 1951                                     | Elezione 1946                                     |
|                                                      | Ernesto Pivetti (Vicesindaco facente funzioni)     |                                                   | Partito Nazionale Monarchico                      | Partito Nazionale Monarchico                      | Partito Nazionale Monarchico                      | 1º aprile 1951                                    | 12 novembre 1951                                  | Elezione 1946                                     |
|                                                      | Guido Avolio                                       |                                                   | Partito Nazionale Monarchico                      | Partito Nazionale Monarchico                      | Partito Nazionale Monarchico                      | 13 novembre 1951                                  | 1º gennaio 1952                                   | Elezione 1946                                     |
|                                                      | Riccardo Vadalà (Commissario straordinario)        | –                                                 | –                                                 | –                                                 | –                                                 | 2 gennaio 1952                                    | 2 luglio 1952                                     | –                                                 |
|                                                      | Gioacchino Scaduto                                 |                                                   | Democrazia Cristiana                              | Democrazia Cristiana                              | Democrazia Cristiana                              | 3 luglio 1952                                     | 10 agosto 1955                                    | Elezione 1952                                     |
|                                                      | Mario Leotta (Commissario straordinario)           | –                                                 | –                                                 | –                                                 | –                                                 | 11 agosto 1955                                    | 5 dicembre 1955                                   | –                                                 |
|                                                      | Gioacchino Scaduto                                 |                                                   | Democrazia Cristiana                              | Democrazia Cristiana                              | Democrazia Cristiana                              | 6 dicembre 1955                                   | 14 dicembre 1955                                  | –                                                 |
|                                                      | Giuseppe Salerno (Commissario straordinario)       | –                                                 | –                                                 | –                                                 | –                                                 | 15 dicembre 1955                                  | 17 giugno 1956                                    | –                                                 |
|                                                      | Luciano Maugeri                                    |                                                   | Democrazia Cristiana                              | Democrazia Cristiana                              | Democrazia Cristiana                              | 18 giugno 1956                                    | 23 maggio 1958                                    | Elezione 1956                                     |
|                                                      | Salvo Lima (Vicesindaco facente funzioni)          |                                                   | Democrazia Cristiana                              | Democrazia Cristiana                              | Democrazia Cristiana                              | 24 maggio 1958                                    | 7 giugno 1958                                     | Elezione 1956                                     |
| Salvo Lima                                           | 7 giugno 1958                                      | 6 novembre 1960                                   | Democrazia Cristiana                              | Democrazia Cristiana                              | Democrazia Cristiana                              |                                                   |                                                   | Elezione 1956                                     |
| Salvo Lima                                           | 7 novembre 1960                                    | 23 gennaio 1963                                   | Democrazia Cristiana                              | Democrazia Cristiana                              | Democrazia Cristiana                              | Elezione 1960                                     |                                                   |                                                   |
|                                                      | Francesco Saverio Diliberto                        |                                                   | Democrazia Cristiana                              | Democrazia Cristiana                              | Democrazia Cristiana                              | Elezione 1960                                     | 24 gennaio 1963                                   | 30 giugno 1964                                    |
|                                                      | Paolo Bevilacqua                                   |                                                   | Democrazia Cristiana                              | Democrazia Cristiana                              | Democrazia Cristiana                              | Elezione 1960                                     | 1º luglio 1964                                    | 27 gennaio 1965                                   |
|                                                      | Salvo Lima                                         |                                                   | Democrazia Cristiana                              | Democrazia Cristiana                              | Democrazia Cristiana                              | 27 gennaio 1965                                   | 9 luglio 1966                                     | Elezione 1964                                     |
|                                                      | Paolo Bevilacqua                                   |                                                   | Democrazia Cristiana                              | Democrazia Cristiana                              | Democrazia Cristiana                              | 10 luglio 1966                                    | 23 ottobre 1968                                   | Elezione 1964                                     |
|                                                      | Francesco Spagnolo                                 |                                                   | Democrazia Cristiana                              | Democrazia Cristiana                              | Democrazia Cristiana                              | 24 ottobre 1968                                   | 25 novembre 1970                                  | Elezione 1964                                     |
|                                                      | Vito Ciancimino                                    |                                                   | Democrazia Cristiana                              | Democrazia Cristiana                              | Democrazia Cristiana                              | 25 novembre 1970                                  | 27 aprile 1971                                    | Elezione 1970                                     |
|                                                      | Giacomo Marchello                                  |                                                   | Democrazia Cristiana                              | Democrazia Cristiana                              | Democrazia Cristiana                              | 27 aprile 1971                                    | 15 giugno 1975                                    | Elezione 1970                                     |
| 16 giugno 1975                                       | Giacomo Marchello                                  | 9 gennaio 1976                                    | Democrazia Cristiana                              | Democrazia Cristiana                              | Democrazia Cristiana                              | Elezione 1975                                     |                                                   |                                                   |
|                                                      | Carmelo Scoma                                      |                                                   | Democrazia Cristiana                              | Democrazia Cristiana                              | Democrazia Cristiana                              | Elezione 1975                                     | 9 gennaio 1976                                    | 28 ottobre 1978                                   |
|                                                      | Giovanni Lapi                                      |                                                   | Democrazia Cristiana                              | Democrazia Cristiana                              | Democrazia Cristiana                              | Elezione 1975                                     | 28 ottobre 1978                                   | 13 novembre 1978                                  |
|                                                      | Salvatore Mantione                                 |                                                   | Democrazia Cristiana                              | Democrazia Cristiana                              | Democrazia Cristiana                              | Elezione 1975                                     | 13 novembre 1978                                  | 23 luglio 1980                                    |
|                                                      | Nello Martellucci                                  |                                                   | Democrazia Cristiana                              | Democrazia Cristiana                              | Democrazia Cristiana                              | 23 luglio 1980                                    | 19 aprile 1983                                    | Elezione 1980                                     |
|                                                      | Elda Pucci                                         |                                                   | Democrazia Cristiana                              | Democrazia Cristiana                              | Democrazia Cristiana                              | 19 aprile 1983                                    | 13 aprile 1984                                    | Elezione 1980                                     |
|                                                      | Giuseppe Insalaco                                  |                                                   | Democrazia Cristiana                              | Democrazia Cristiana                              | Democrazia Cristiana                              | 13 aprile 1984                                    | 6 agosto 1984                                     | Elezione 1980                                     |
|                                                      | Stefano Camilleri                                  |                                                   | Democrazia Cristiana                              | Democrazia Cristiana                              | Democrazia Cristiana                              | 8 agosto 1984                                     | 2 ottobre 1984                                    | Elezione 1980                                     |
|                                                      | Nello Martellucci                                  |                                                   | Democrazia Cristiana                              | Democrazia Cristiana                              | Democrazia Cristiana                              | 2 ottobre 1984                                    | 11 dicembre 1984                                  | Elezione 1980                                     |
|                                                      | Nicolò Scialabba (Commissario straordinario)       | –                                                 | –                                                 | –                                                 | –                                                 | 11 dicembre 1984                                  | 4 febbraio 1985                                   | –                                                 |
|                                                      | Gianfranco Vitocolonna (Commissario straordinario) | –                                                 | –                                                 | –                                                 | –                                                 | 4 febbraio 1985                                   | 15 luglio 1985                                    | –                                                 |
|                                                      | Leoluca Orlando                                    |                                                   | Democrazia Cristiana                              | Democrazia Cristiana                              | Democrazia Cristiana                              | 16 luglio 1985                                    | 14 agosto 1990                                    | Elezione 1985                                     |
|                                                      | Domenico Lo Vasco                                  |                                                   | Democrazia Cristiana                              | Democrazia Cristiana                              | Democrazia Cristiana                              | 16 agosto 1990                                    | 28 giugno 1992                                    | Elezione 1990                                     |
|                                                      | Aldo Rizzo                                         |                                                   | Sinistra indipendente                             | Sinistra indipendente                             | Sinistra indipendente                             | 29 giugno 1992                                    | 3 dicembre 1992                                   | Elezione 1990                                     |
|                                                      | Manlio Orobello                                    |                                                   | Partito Socialista Italiano                       | Partito Socialista Italiano                       | Partito Socialista Italiano                       | 4 dicembre 1992                                   | 18 aprile 1993                                    | Elezione 1990                                     |
|                                                      | Vittorio Piraneo (Commissario straordinario)       | –                                                 | –                                                 | –                                                 | –                                                 | 19 aprile 1993                                    | 2 dicembre 1993                                   | –                                                 |
| Sindaci eletti direttamente dai cittadini (dal 1993) |                                                    |                                                   |                                                   |                                                   |                                                   |                                                   |                                                   |                                                   |
| Nominativo                                           | Nominativo                                         | Partito                                           | Partito                                           | Coalizione                                        | Coalizione                                        | Mandato                                           | Mandato                                           | Elezione                                          |
| Nominativo                                           | Nominativo                                         | Partito                                           | Partito                                           | Coalizione                                        | Coalizione                                        | Inizio                                            | Fine                                              | Elezione                                          |
|                                                      | Leoluca Orlando                                    |                                                   | La Rete                                           |                                                   | La Rete-PDS-FdV-CPU-PRC-L. civiche                | 3 dicembre 1993                                   | 5 dicembre 1997                                   | Elezione 1993                                     |
|                                                      | Leoluca Orlando                                    | La Rete-PDS-PPI-PRC-FdV-RI-L. civiche             | La Rete                                           | 6 dicembre 1997                                   | 18 dicembre 2000                                  | Elezione 1997                                     |                                                   |                                                   |
|                                                      | Guglielmo Serio (Commissario straordinario)        | –                                                 | –                                                 | –                                                 | –                                                 | 19 dicembre 2000                                  | 4 dicembre 2001                                   | –                                                 |
|                                                      | Diego Cammarata                                    |                                                   | Forza Italia poi Il Popolo della Libertà          |                                                   | FI-CCD-CDU-AN-NS-DE-L. civiche                    | 5 dicembre 2001                                   | 14 maggio 2007                                    | Elezione 2001                                     |
|                                                      | Diego Cammarata                                    | FI/PdL-UDC-AN-MpA-PLI-NS-DCA-L. civiche           | Forza Italia poi Il Popolo della Libertà          | 15 maggio 2007                                    | 26 gennaio 2012                                   | Elezione 2007                                     |                                                   |                                                   |
|                                                      | Luisa Latella (Commissario straordinario)          | –                                                 | –                                                 | –                                                 | –                                                 | 27 gennaio 2012                                   | 22 maggio 2012                                    | –                                                 |
|                                                      | Leoluca Orlando                                    |                                                   | La Rete 2018 (2012-2018)                          |                                                   | IdV                                               | 22 maggio 2012                                    | 22 giugno 2017                                    | Elezione 2012                                     |
|                                                      | Leoluca Orlando                                    | L. civiche-PD-AP-SI-PRC                           | La Rete 2018 (2012-2018)                          | 22 giugno 2017                                    | 20 giugno 2022                                    | Elezione 2017                                     |                                                   |                                                   |
|                                                      | Leoluca Orlando                                    | L. civiche-PD-AP-SI-PRC                           | Partito Democratico (dal 2018)                    | 22 giugno 2017                                    | 20 giugno 2022                                    | Elezione 2017                                     |                                                   |                                                   |
|                                                      | Roberto Lagalla                                    |                                                   | Unione di Centro                                  |                                                   | FI-FdI-IV-DC-Lega                                 | 20 giugno 2022                                    | in carica                                         | Elezione 2022                                     |